# Linyphia nigrita
Linyphia nigrita là một loài nhện trong họ Linyphiidae.
Loài này thuộc chi Linyphia. Linyphia nigrita được Frederick Octavius Pickard-Cambridge miêu tả năm 1902.